# (9825) Oetken
(9825) Oetken est un astéroïde de la ceinture principale.

## Description
(9825) Oetken est un astéroïde de la ceinture principale. Il fut découvert le 17 octobre 1977 à l'observatoire Palomar par Cornelis Johannes van Houten, Ingrid van Houten-Groeneveld et Tom Gehrels. Il présente une orbite caractérisée par un demi-grand axe de 3,00 UA, une excentricité de 0,09 et une inclinaison de 9,1° par rapport à l'écliptique.

## Compléments